# 津市牛肉粉
津市牛肉粉是湖南津市的一种特色食品，主要原料是牛肉和米粉。

## 历史
津市牛肉粉始于清朝雍正年间。当时清政府实行“改土归流”政策，回族的一支分到了湖南津市。回族人的传统食品是牛肉面，与当地的主食大米不同。按照当地的食品原料，人们将大米磨粉打浆制成粉条，即米粉，辅以牛肉，就形成了早期的牛肉粉。早期的牛肉粉味道较为清淡。
当地人在接受这种较为方便的食品后，经过改良，加入各种香料，精心烹制牛肉，使其味道变辣、咸，逐步形成了今天的津市牛肉粉。采用精制米粉经开水烫制后浇以牛肉和牛肉汤等佐料（俗称码子），味道香辣。

## 制作
津市牛肉粉最注重牛肉及肉汤的烹制：
- 选料：一般牛肉要按照肥、瘦、嫩、老分割，切成约一斤左右的肉块，泡在清水之中，反复挤压、漂洗来去除血水。
- 熬煮：清洗过的牛肉用特制香料熬煮。香料的配方包括茴香、砂仁、中安、桂皮、甘草、陈皮、公母丁、花椒、三乃、十景香、甘松等20多种，用纱布包好与牛肉同熬。在熬煮过程中需要不时舀出浮沫。牛肉以煮到手指能捏烂时捞起，摊放在器皿内。
- 码子：熬煮过的牛肉待冷却后切成小块或片，拌以牛油、辣椒等佐料作为码子。
- 原汤：在捞出了牛肉的汤内加入二分之一的清水，再行烧开，然后收尽浮油，澄清汤汁，使之透明晶莹，作为原汤。待米粉烫好后加入碗中，就成了一碗汤鲜味美的津市牛肉粉。

## 口味分类
津市牛肉粉主要可分为红烧牛肉粉和麻辣牛肉粉